# Alex Stepheson
Alex Stepheson, né le 7 août 1987 à Los Angeles en Californie, est un joueur américain de basket-ball.

## Biographie
Il participe à la NBA Summer League 2015 avec les Mavericks de Dallas. Le 7 octobre 2015, il signe avec les Grizzlies de Memphis, mais se fait coupé après trois matchs de pré-saison.
Le 31 octobre 2015, il signe à l'Energy de l'Iowa.
Le 20 février 2016, il signe un contrat de dix jours avec les Clippers de Los Angeles.
Le 2 mars 2016, il signe un second contrat de dix jours avec les Clippers.
Le 12 mars 2016, il signe un contrat de dix jours avec les Grizzlies. Ce contrat n'aboutit à rien, et Stepheson se voit retourner jouer à l'Energy de l'Iowa.